# Selma Björnsdóttir
Selma Björnsdóttir (Reikiavik; 13 de junio de 1974) es una cantante islandesa conocida principalmente por haber representado a Islandia en dos ocasiones en el Festival de la Canción de Eurovisión 1999 y 2005.

## Biografía
Sólo tenía 10 años cuando debutó en la ópera infantil "El Arca de Noé", lo que le condujo más tarde a hacer un pequeño papel en la ópera "Carmen". Tras ganar una competición musical en el Colegio de Comercio de Islandia, recibió una oferta para formar parte del grupo Fantasia, donde pasó dos años.
En 1995, Selma consiguió el papel de Rosalía en "West Side Story". Desde ese momento ha estado muy relacionada con los musicales, participando en "The Rocky Horror Show", "Grease", "La Pequeña Tienda de los Horrores", "Cantando Bajo la Lluvia", "Romeo & Julieta", "Hair" y, más recientemente, el popular musical infantil Ávaxtakörfunni (La Cesta de Fruta).
En 1996, interpretó en la obra Áfram Latibær! de Magnús Scheving el personaje de Solla Stirða. Este personaje posteriormente sería reconocido mundialmente como el personaje de Stephanie en la serie de televisión infantil LazyTown. Posteriormente también desarrollaría coreografías para el programa.
Por primera vez representó a Islandia en el Festival de la Canción de Eurovisión 1999, donde consiguió un meritorio segundo puesto con la canción "All Out Of Luck". Este sencillo formó parte de su álbum "I am" en 1999, al que le siguió un nuevo disco un año más tarde llamado "Life Won’t Wait". En 2002 se unió con una gran amiga suya, Hansa, para llevar a cabo un álbum de duetos.
Su gran carrera musical en su país, le proporcionó una gran popularidad para representar a Islandia por segunda vez en Festival de la Canción de Eurovisión 2005, con el tema "If I Had Your Love". Sin embargo, a pesar de contar con gran popularidad antes de la semifinal, no consiguió clasificarse para la final, obteniendo la posición número 16 con 52 puntos.